# Виндоус регистар
Windows регистар (енгл. Windows Registry) је база података која је саставни дио оперативних система Microsoft Windows и у којој су забележена подешавања оперативног система и корисничког окружења, подаци о инсталираним програмима, рачунарској опреми и сви други подаци везани за правилно функционисање рачунарског система. На овај начин су организовани сви 32-битни и 64-битни Windows, као и Мобилни Windows.